# Особиста справа (фільм, 1932)
Про однойменний дитячій фільм див. Особиста справа (фільм, 1939)
«Особиста справа» — радянський чорно-білий німий фільм режисерів Георгія Васильєва і Сергія Васильєва, знятий на кіностудії «Ленсоюзкіно» в 1932 році. Вийшов на екрани 24 квітня 1932 року. Інша назва — «Тривожні гудки». Фільм вважається втраченим. Збереглися окремі монтажні нарізки.

## Сюжет
Майстер Штуков працює майстром на суднобудівному заводі. Одночасно він є звонарем в церкві. Це викликає глузування молоді та обурення його дочки-комсомолки. Механічний цех затримав спуск судна. На заводі оголошений аврал. Він збігся з передоднем Пасхи. Ніч майстер Штуков проводить на дзвіниці. У його відсутність начальник цеху Курдюмов поставив до верстата свого знайомого Миколу. Той зіпсував судновий гвинт. Необхідно відлити нову заготовку, при цьому на заводі вичерпалися запаси металу. Один з робітників пропонує відлити заготовку з церковного дзвону. Майстер Штуков підтримує цю пропозицію. Судно в термін спускається на воду.

## У ролях
- Микола Ходотов —  Федір Кузьмич Штуков, майстер
- Варвара М'ясникова —  Анна Штукова
- Костянтин Назаренко —  Костя
- Всеволод Семенов —  Курдюмов, начальник цеху
- П. Ельський —  Микола
- Григорій Боровков —  інженер
- Касим Мухутдінов —  директор
- Анна Оржицька —  прочанка
- Є. Лужський —  дядько Вася
- Андрій Апсолон —  Гриша

## Знімальна група
- Сценарист — Олександр Чирков
- Режисери — Георгій Васильєв, Сергій Васильєв
- Оператор — Святослав Бєляєв
- Художники — Семен Мейнкін, Павло Зальцман
- Директор групи — І. Титов